# Richard vom Prinzipat
Richard von Salerno oder Richard vom Prinzipat (* um 1060; † 29. November 1114) war ein normannischer Adliger aus dem Haus Hauteville. Er war nach dem Ersten Kreuzzug kurzzeitig Gouverneur von Edessa.

## Leben
Er war der Sohn des normannischen Grafen Wilhelm von Hauteville (in anderen Quellen auch als Wilhelm vom Prinzipat bezeichnet) und der Maria, Tochter des lombardischen Grafen Guy von Sorrento. Er war einer der zahlreichen Neffen von Robert Guiskard und Roger I. von Sizilien und nahm in seinen frühen Jahren an deren Eroberung Siziliens teil.

### Erster Kreuzzug
1097 war er einer der Teilnehmer am Ersten Kreuzzug, auf dem sein Vetter Bohemund von Tarent das Kontingent der Normannen aus Süditalien anführte. Richard gehörte damals zu den wenigen Kreuzfahrern, die Arabisch sprechen konnten, eine Fähigkeit, die er sich wahrscheinlich während der Feldzüge gegen die Sarazenen auf Sizilien angeeignet hatte. Anna Komnena berichtet davon, dass Richard, als er mit einem Schiff die Adria überquerte, von der byzantinischen Flotte gekapert und gefangen genommen wurde, da sie ihn irrtümlich für einen Piraten hielten. Er wurde bald wieder freigelassen und schloss sich wieder dem Hauptheer der Kreuzfahrer an. Die meiste Zeit des Kreuzzugs über reiste er mit dem Teilkontingent von Bohemunds Neffen Tankred von Tarent. Er nahm an der Schlacht von Doryläum, Tankreds Expedition durch Kilikien und der Belagerung von Antiochia teil. Nach der Eroberung von Antiochia errichtete Bohemund sich dort das Fürstentum Antiochia.

### Karriere im Heiligen Land
Richard wurde wie Bohemund 1100 in der Schlacht von Melitene von den Danischmenden gefangen genommen. Von dort wurde er an den byzantinischen Kaiser Alexios I. übersandt, der ihn in Konstantinopel einkerkerte, bevor er ihn 1103 wieder frei ließ. 1104 brach Bohemund nach Europa auf, um neue Truppen anzuwerben, und ernannte Tankred zu seinem Regenten. Tankred war zu diesem Zeitpunkt bereits Regent der Grafschaft Edessa, deren Graf Balduin von Bourcq in muslimische Gefangenschaft geraten war. Da Tankred sich nun mit der Regierung Antiochias beschäftigen musste, ernannte er Richard zum Gouverneur von Edessa. Richards Regierung in der Stadt wird als hart bezeichnet, unter den armenischen Einwohnern der Stadt war er wegen seiner Skrupellosigkeit und Habgier verhasst. Er wurde – zur Erleichterung der Einwohner – von Tankred aus Edessa zurückgerufen, als Balduin von Bourcq, 1107 aus muslimischer Gefangenschaft zurückgekehrt war und Tankred zur Rückgabe der Grafschaft Edessa zwang.

### Diplomatische Dienste und Ruhestand
Richard war auch als Diplomat tätig, bereiste Frankreich und Italien und vermittelte die Hochzeit von Bohemund mit der französischen Königstochter Konstanze von Frankreich. Er beteiligte sich am erfolglosen Feldzug Bohemunds in Griechenland und war 1108 Zeuge beim Vertrag von Devol, einer Vereinbarung zwischen Kaiser Alexios I. und Bohemund von Tarent. Möglicherweise konspirierte er mit der byzantinischen Seite.
Nach Bohemunds Tod 1111 ließ er sich in Marasch in Kilikien, das damals zum Fürstentum Antiochia gehörte, nieder. Dort starb er während des großen Erdbebens am 29. November 1114.

## Ehe und Nachkommen
Richard war mit Altrude von Conversano verheiratet, einer Tochter des Grafen Gottfried von Conversano, Brindisi etc. Mit Altrude hatte er einen Sohn, Roger vom Prinzipat († 1119), der 1112 Regent von Antiochia wurde, und eine Tochter, Maria, die Joscelin von Courtenay, Graf von Edessa, heiratete.